# Scelbi

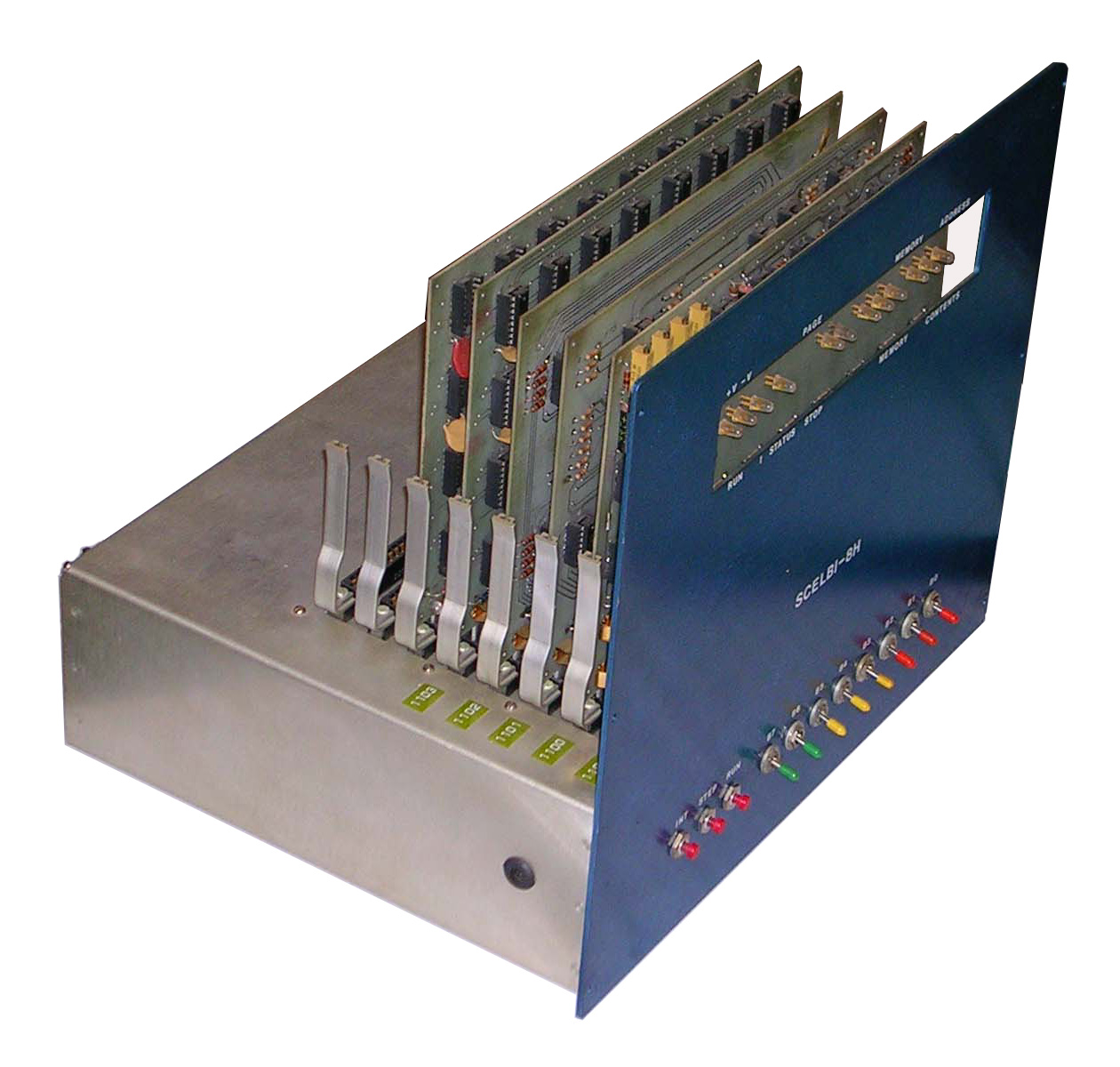
Un microordinador Scelbi-8H

El Scelbi va ser un dels primers microordinadors portàtils juntament amb l'Altair 8800, de la companyia Scelbi (pronunciat com a "sellbee"). Va ser el primer microordinador comercialment disponible comercialitzat per a aficionats, tot i que tal com indiquen les seves sigles SCientific-ELectronics-BIology, el negoci no anava orientat per a aficionats sinó per a un mercat més especialitzat. Eren ordinadors primitius, que servien per a resoldre problemes i fer operacions les quals es controlaven mitjançant uns botons i palanques que havia d'anar connectat a una pantalla de televisió a través d'un cable.
| Tipus             | Microordinador      |
| Any de llançament | 1974                |
| RAM               | des de 1K fins a 4K |
| Altres versions   | Scelbi-8B           |

## Història
Al 1973, quan l'ordinador Micral va fer el seu debut, Nate Wadsworth i Bob Findley, fundadors de la nova Scelbi Computer Consulting a Milford (Connecticut), van dissenyar el microordinador Scelbi-8H, que ara és reconegut com el primer kit d'ordinador de microprocessador en arribar al mercat, ja que el Micral no era un kit, sinó que només estava disponible de forma acoblada, mentres que el Scelbi estava disponible tant en kit com en forma acoblada.
El primer anunci de mercat per a Scelbi-8H va ser un petit anunci publicat a l'edició de març de 1974 de la revista de ràdio QST. A partir de l'anunci, els preus del kit del Scelbi-8H pujaven des de 440 dòlars, tot i que amb 1K de RAM, el preu era de 500 dòlars.
El Scelbi-8H estava basat en el primer microprodessador de Intel de 8 bits-8008 (abril de 1972), que era el predecessor de la CPU Intel 8080, utilitzada en l'Altair 8800. Aquest microprocessador era capaç d'abastar 16Kb de memòria i va ser el primer en dissenyar microordinadors. Tot i que el microordinador tingués 1K de RAM de fàbrica, es podien comprar fins a 15K de RAM addicionals per 2760 dòlars. Tenia una interfície de cinta de cassette com les d'osciloscopi o teletip.
Les competències no van tardar massa en arribar. Al juny de 1974, Radio-Electronics va publicar planos per a una màquina 8008 semblant anomenada Mark-8, que els aficionats experts podien fabricar pel preu de les peces. Empreses com MITS van començar a vendre sistemes basats en processadors de més capacitat, com per exemple el 8008 utilitzat en el Altair 8800 de MITS. Scelbi, però, va respondre a tot això presentant el precursor del Scelbi-8H: el Scelbi-8B, que tenia 16K de memòria i més software a la seva disposició.
Al principi, no existia un llenguatge de programació d'alt nivell per al Scelbi-8H, tot i que més tard Wadsworth va escriure un llibre titulat "Machine Language Programming" on ensenyava el llenguatge i les tècniques de programacié del llenguatge de la màquina, necessàries per a utilitzar el Scelbi-8H. El llibre incloïa una llista de paquet de punt flotant, fet que el va convertir en un dels primers exemples de distribució de software personal en els inicis del que seria la font oberta. Degut a les similituds entre el 8008 i el 8080, aquest llibre es va popularitzar entre els usuaris de Scelbi, però també entre usuaris de hardware externs a ell.
Tot i això, el Scelbi-8H no es va vendre bé i l'any següent es va llançar una altra versió més enfocada als negocis, el Scelbi-8B, que tampoc va tenir gaire èxit. Només es van produir unes 200 caixes de Scelbi-8B al 1975, venudes a 580 dòlars cada una d'elles.
L'empresa Scelbi va descobrir que guanyaven més diners amb el llibre que havien fet que amb els productes en si. És per això que, a finals dels 70, la companyia va deixar de fabricar hardware i va començar a fabricar software documentat en forma de llibre, amb molts jocs, un monitor, un editor, un acoblador, i un llenguatge d'alt nivell anomenat SCELBAL per competir amb el Altair BASIC.

## Característiques i derivacions

### Scelbi-8H
La primera versió del Scelbi va ser la 8-H, l'H referint-se a Hobbyist (aficionat en anglès). Tenia les següents característiques:
- 8 plaques mare amb les següents targetes:

1. Targeta del tauler frontal
2. Ranura de la CPU
3. Buffer de dades i ranura d'entrada
4. Ranura de port de sortida
5. 4 Ranures de memòria: fins a 1K SRAM per cada ranura per a un total de 4K.

- A la part posterior del xassís hi havia un panell que contenia:

1. 8 ports de sortida paral·lels de 8 bits
2. 6 ports d'entrada paral·lels de 8 bits
3. 1 connexió d'alimentació

### Scelbi-8B
La segona versió s'anomenava 8-B, la B referint-se a Bussiness (negoci en anglès). Tenia totes les característiques del 8H però es van afegir 16K de memòria amb una targeta de memòria addicional actualitzant-la a mòduls de memòria de 4K utilitzant 2102 memòria. Tenia les següents característiques:
- 9 Placa posterior amb les següents targetes:

1. Targeta del tauler frontal (mateixa targeta que 8H)
2. Targeta CPU (mateixa targeta que 8H)
3. Bústia de dades i targeta d'entrada (la mateixa targeta que 8H)
4. Targeta de port de sortida (mateixa targeta de 8h)
5. Carro d'expansió de memòria
6. 4 ranures de memòria: fins a 4Kb de RAM a cada ranura per un total de 16K. Cada targeta podia contenir fins a 32 xips de memòria de 1K .

- El xassís era bàsicament el mateix que el 8H, tot i que la ranura addicional del pla posterior de la targeta d'adreça de memòria va tenir una mica més d'espai a la part superior del xassís.[2]